# کیری‌تانپو
کیری‌تانپو (انگلیسی: Kiritanpo) نوعی غذا در آشپزی ژاپنی است که بیشتر در استان آکیتا تهیه می‌شود. در این نوع غذا برنج ژاپنی به حدی پخته می‌شود که تقریباً له شود سپس این برنج بر روی یک سیخ از سدر ژاپنی شکل داده می‌شود و بر روی یک اجاق سر باز پخته می‌شود. کیری‌تانپو پس از پخت با میسو طعم داده شده و سرو می‌شود یا در داخل سوپ ژاپنی یا نابه‌مونو ریخته می‌شود.